# Vernoux-en-Vivarais
Vernoux-en-Vivarais település Franciaországban, Ardèche megyében. Lakosainak száma 1985 fő (2022. január 1.). Vernoux-en-Vivarais Boffres, Châteauneuf-de-Vernoux, Lamastre, Saint-Apollinaire-de-Rias, Saint-Barthélemy-Grozon, Saint-Basile, Saint-Julien-le-Roux és Silhac községekkel határos.

## Népesség
A település népessége az elmúlt években az alábbi módon változott:
| Lakosok száma | 1941 | 1969 | 2037 | 1877 | 1916 | 1946 | 1958 | 1962 | 1970 | 1985 |
|               | 1968 | 1982 | 1990 | 2006 | 2013 | 2015 | 2017 | 2019 | 2020 | 2022 |